# Elsie en de straat...
Elsie en de straat... is het zevenentwintigste stripalbum uit de stripreeks Jeremiah. Het album is geschreven en getekend door Hermann Huppen. Van dit album verschenen tot nu toe een druk, bij uitgeverij Dupuis in de collectie Spotlight, in 2007.

## Inhoud
Jeremiah en Kurdy brengen Milova (door hen gered in de vorige aflevering) naar tante Martha in Langton. Het is daar niet zo vreedzaam als ze gehoopt hadden. Blitz, een grote jongen, heeft zijn eigen leger zakkenrollers, gerekruteerd uit jongeren uit de achterbuurten. Onder hen is de jonge Elsie die zichzelf wil bevrijden. Elsie ontmoet Milova...